# Kurzia verticellata
Kurzia verticellata là một loài rêu tản trong họ Lepidoziaceae. Loài này được (Carrington) Grolle miêu tả khoa học lần đầu tiên năm 1963.